# Местный лист
Местный лист галактик — деталь крупномасштабной структуры Вселенной, галактическая нить, содержащая в себе Местную группу галактик вместе с нашей Галактикой. Имеет радиус примерно 7 мегапарсек (23 млн световых лет) и толщину 1,5 Мпк (5 млн св. лет). Местный лист является частью Местного сверхскопления галактик. Наклон Местного листа относительно плоскости Местного сверхскопления составляет примерно 8°. Наиболее массивный элемент Местного сверхскопления — гигантское скопление галактик в созвездии Девы — находится на расстоянии примерно 17 Мпк (50 млн св. лет) от центра Местного листа. К северу от Местного листа располагается Местный войд — гигантская область (диаметром не менее 45 Мпк, или 150 млн св. лет), практически свободная от галактик. Фактически, Местный лист является стенкой Местного войда.
Помимо Местной группы, в состав Местного листа входят ещё несколько групп галактик:
- Группа M81
- Группа M94
- Группа IC 342/Maffei
- Группа Кентавра-А/M83
- Группа Скульптора

и некоторые другие.
Местный лист не является гравитационно-связанным образованием — он участвует в общем расширении Вселенной, то есть входящие в его состав галактики удаляются друг от друга с соответствии с законом Хаббла. Пекулярные скорости галактик Местного листа достаточно малы: типичное значение пекулярной скорости в радиальном направлении составляет не более 40 км/с. Пекулярная скорость Местной группы галактик относительно центра масс Местного листа составляет 66 км/с. Пекулярные скорости галактик за пределами Местного листа существенно отличаются от галактик, входящих в его состав. Вследствие притяжения со стороны скопления в Деве Местный лист как целое движется с пекулярной скоростью 185 км/с в направлении этого скопления. Кроме того, он движется с пекулярной скоростью 455 км/с в направлении сверхскопления Гидры-Центавра (или, возможно, сверхскопления Шепли) и удаляется с пекулярной скоростью 259 км/с от центра Местного войда. Суперпозиция этих трёх движений, а также движения Местной группы внутри Местного листа (66 км/с), нашей Галактики внутри Местной группы (135 км/с), и Солнца вокруг центра нашей Галактики (220 км/с) приводит к движению Солнца относительно космологической системы отсчета, что выражается в виде дипольной анизотропии реликтового излучения. Скорость Местного листа как целого по отношению к фону реликтового излучения составляет 631 км/с.
Двенадцать гигантских галактик (ярчайших членов небольших групп галактик), входящих в состав Местного листа, образуют кольцо радиусом примерно 3,75 Мпк (12,2 млн св. лет). Вблизи центра этой группировки (названной «Советом гигантов») находится Местная группа галактик. В состав «Совета гигантов» входит 10 спиральных, а также 2 эллиптические галактики, лежащие на противоположных концах диаметра кольца. Отрезок, соединяющий два главных члена Местной группы — нашу Галактику и Туманность Андромеды (М31) — наклонён примерно на 11° к плоскости Местного листа и на 11° отклоняется от направления, соединяющего две эллиптические галактики «Совета гигантов».
| Номер в каталоге | Собственное имя     | Класс         | Созвездие         | Расстояние (млн св. лет) | Масса * |
| ---------------- | ------------------- | ------------- | ----------------- | ------------------------ | ------- |
| PGC 9892         | Maffei 1            | Эллиптическая | Кассиопея         | 11                       | 10.928  |
| PGC 10217        | Maffei 2            | Спиральная    | Кассиопея         | 11                       | 10.493  |
| IC 342           |                     | Спиральная    | Жираф             | 11                       | 10.302  |
| NGC 3031         | M 81                | Спиральная    | Большая Медведица | 12                       | 10.905  |
| NGC 3034         | M 82                | Спиральная    | Большая Медведица | 11                       | 10.573  |
| NGC 4736         | M 94                | Спиральная    | Гончие Псы        | 15                       | 10.458  |
| NGC 4826         | M 64                | Спиральная    | Волосы Вероники   | 16                       | 10.496  |
| NGC 5236         | M 83                | Спиральная    | Гидра             | 16                       | 10.642  |
| NGC 5128         | Центавр A           | Эллиптическая | Центавр           | 11                       | 10.528  |
| NGC 4945         |                     | Спиральная    | Центавр           | 12                       | 11.169  |
| ESO 97-G13       | Циркуль (галактика) | Спиральная    | Циркуль           | 14                       | 10.559  |
| NGC 253          |                     | Спиральная    | Скульптор         | 11                       | 10.805  |

* Логарифм масс в массах Солнца.